# Haus Gierke

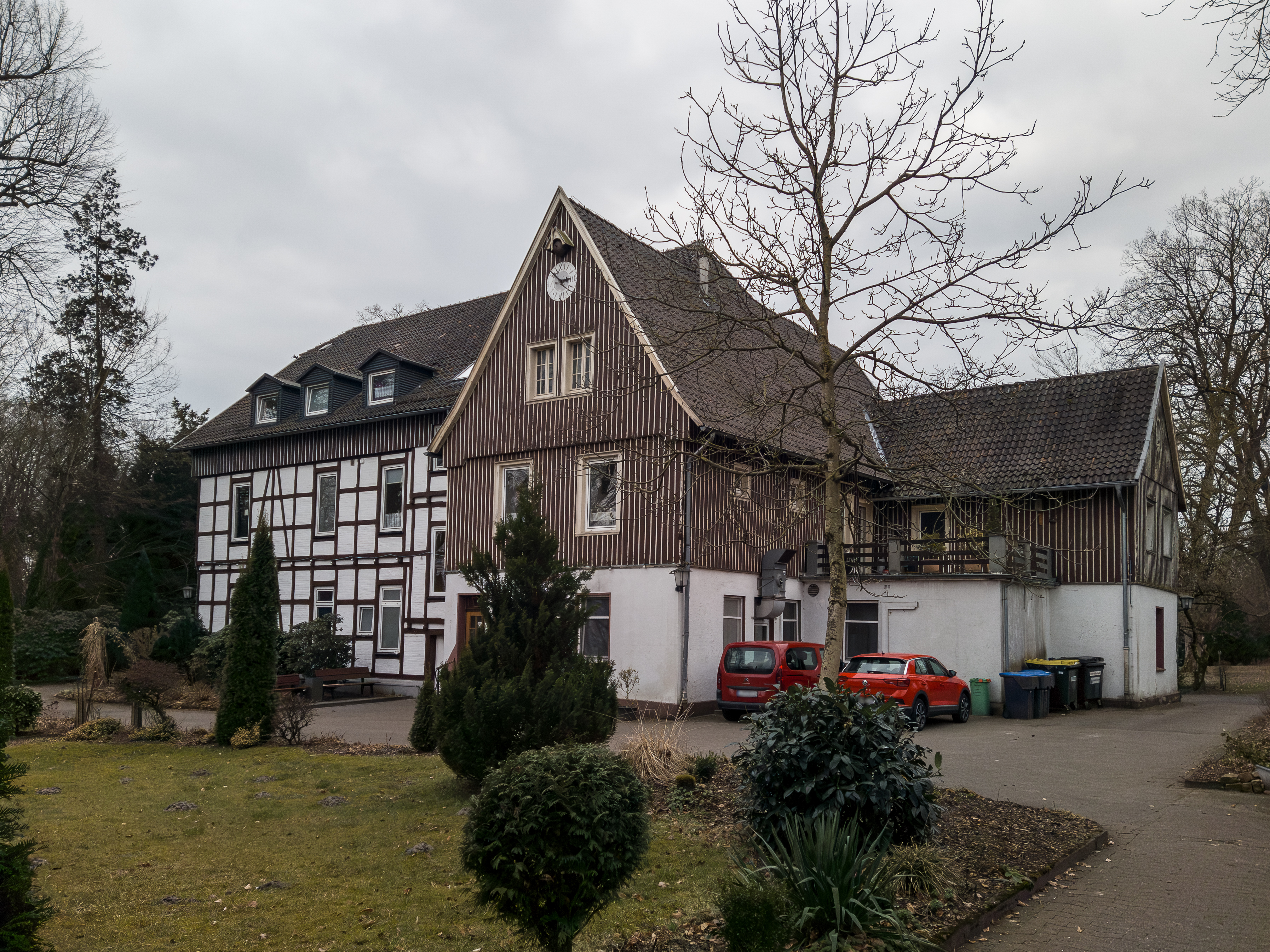
Haus Gierke

Der Hof Gierke, auch Gierkenhof und Sternhof genannt, ist ein ehemaliger Gutshof in Oesterholz, Gemeinde Schlangen, südwestlich der Externsteine gelegen. Heute befindet sich hier eine therapeutische Einrichtung für suchtkranke Menschen mit 24 Plätzen.
1482 wurde der Hof erstmals erwähnt. Als Lehen des Paderborner Bischofs gehörte er zum Gut Braunenbruch bei Detmold. Nach dem damaligen Gutsherrn Schwarze hieß der Hof Schwarzmeiershof. Im Dreißigjährigen Krieg wurde das Gut total verwüstet. Seitdem wechselte der Hof mehrfach den Besitzer. Der Name Hof Gierke stammt von dem Kaufmann Johann Wilhelm Gierke, der den Hof 1786 erwarb.
Zum Gut zählt ein Park, der von einem Erdwall und Mauern umschlossen ist und öffentlich nicht zugänglich ist. In ihm befindet sich ein aufwendig gestalteter Grabstein. Er erinnert an 1811, 1826 und 1849 verstorbene Mitglieder der Familie Gierke. Er befand sich auf dem Kirchhof in Schlangen. Anfang der 1970er Jahre wurde er im Park des Sternhofs aufgestellt. Das Gartenhaus, vermutlich aus dem späten 19. Jahrhundert, wurde Anfang 2000 restauriert. Mehrere alte Bäume im Park sind als Naturdenkmal geschützt.
In den 1920er Jahren stellte der Privatgelehrte Wilhelm Teudt in seinem viel gelesenen Werk „Germanische Heiligtümer“ nicht haltbare Theorien über das Grundstück auf. Nach Teudt sollen die den Hof Gierke umgebenden Wälle aus vorgeschichtlicher Zeit stammen und auf bestimmte Sterne ausgerichtet sein. Der Hof soll eine Kultburg oder Gelehrtenschule gewesen sein und dort soll sich das Kloster Hethi befunden haben. Von Teudt stammt auch die Bezeichnung Sternhof.
An den Erdwällen des Gutes wurden mehrfach archäologische Untersuchungen durchgeführt, unter anderem durch Friedrich Hohenschwert, dem ehemaligen Leiter des Lippischen Landesmuseums. Hohenschwert hält es für wahrscheinlich, dass die Wälle als Hofeinfriedung dienten und im späteren Mittelalter entstanden sind.